# Piezogaster auriculata
Piezogaster auriculata är en insektsart som först beskrevs av Carl Stål 1862.  Piezogaster auriculata ingår i släktet Piezogaster och familjen bredkantskinnbaggar. Inga underarter finns listade i Catalogue of Life.